# Klessiv
Klessiv (en ukrainien : Клесів) ou Klessov (en russe : Клесов ; en polonais : Klesów) est une commune urbaine de l'oblast de Rivne, en Ukraine. Sa population s'élevait à 4 600 habitants en 2021.

## Géographie
Klessiv se trouve à 20 km à l'est de la ville de Sarny, le centre administratif du raïon dont elle fait partie, et à 89 km au nord-est de Rivne et au sud de la réserve naturelle de Rivne.

## Histoire
Klessiv a été fondée au début du XXe siècle. Elle reçut le statut de commune urbaine en 1940. Elle possède une gare ferroviaire sur la ligne Korosten - Sarny. On y trouve des entreprises de matériaux de construction. 

## Population
Recensements ou estimations de la population :
| 1959* | 1970* | 1979* | 1989* | 2001* | 2013  | 2014  |
| ----- | ----- | ----- | ----- | ----- | ----- | ----- |
| 4 430 | 4 334 | 4 220 | 5 107 | 4 595 | 4 639 | 4 613 |

| 2015  | 2016  | 2017  | 2018  | 2019  | 2020  | 2021  |
| ----- | ----- | ----- | ----- | ----- | ----- | ----- |
| 4 662 | 4 655 | 4 669 | 4 654 | 4 632 | 4 634 | 4 600 |